# 279
279 (CCLXXIX na numeração romana) foi um ano comum do século IV do Calendário Juliano, da Era de Cristo, teve início a uma quarta-feira  e terminou também a uma quarta-feira, a sua letra dominical foi E (52 semanas)
| Ano completo                        |
| ----------------------------------- |
| Ano comum com início à quarta-feira |